# Frithjof Schuon
Frithjof Schuon (allemand : [ˈfʀiːtˌjoːf ˈʃuːˌɔn]), également connu sous le nom de `Īsā Nūr al-Dīn (prononc. Aïssa Noureddine), né le 18 juin 1907 à Bâle et mort le 5 mai 1998 à Bloomington (Indiana), États-Unis, est un métaphysicien et ésotériste suisse d'ascendance allemande, appartenant à l'école de pensée pérennialiste. Il est l’auteur de nombreux ouvrages sur le phénomène religieux, la métaphysique, la spiritualité et l'art. Il est aussi artiste peintre et poète.
Inspiré par Platon et l'Advaïta védanta — « non-dualisme » — hindou, tel que l'a exposé notamment Adi Shankara, Schuon fut également marqué par la pensée de Maître Eckhart et de Grégoire Palamas pour le christianisme, et par celle d'Ibn Arabi et d'Ahmad al-Alawi pour l'islam soufi, ainsi que par les traditions spirituelles nord-amérindiennes.
Analyste du patrimoine religieux et spirituel des peuples, il exprime sa conviction en un principe absolu dont émane l'univers et considère que toutes les révélations divines, malgré leurs différences formelles, possèdent une dimension ésotérique commune, donc essentielle, primordiale et universelle, que rappelle le titre de son premier ouvrage en français, De l'unité transcendante des religions. En dépit de ce caractère universel, qui concerne la doctrine, Schuon prône une pratique spirituelle fondée sur une religion orthodoxe.
Avec René Guénon et Ananda Coomaraswamy, Schuon fait partie des principaux représentants de la philosophia perennis du XXe siècle et partage leur critique du monde moderne. Il a rédigé la majeure partie de ses essais en français, consacrant ses dernières années à la composition de quelque trois mille poésies dans sa langue natale, l'allemand. Ses articles ont été rassemblés en une vingtaine de titres, traduits dans plusieurs langues. Maître spirituel, il est le fondateur de la Tariqa Maryamiyya.

## Biographie

### Bâle (1907-1920)
Frithjof Schuon, né en 1907 à Bâle, est le cadet des deux fils d'une famille d’origine allemande. Bien que catholiques, les parents inscrivent les deux frères à la catéchèse protestante qui prévaut à Bâle. La bibliothèque de leur père, violoniste à l'orchestre symphonique de Bâle, regorge d'ouvrages sur les peuples, les religions et les mystiques. Enfant précoce, Schuon s’intéresse à l’art ainsi qu'aux religions, notamment celles du Proche-Orient et de l'Inde. Il lit ou se fait lire le Veda, la Bhagavad-Gītā, le Coran, Platon, Goethe, Emerson,,.

### Mulhouse et Paris (1920-1940)
À la mort de son père en 1920, sa mère décide de s'installer avec ses fils à Mulhouse, sa ville natale, dans un environnement catholique et de langue française. Schuon reçoit la nationalité française comme conséquence du traité de Versailles. Un an plus tard, il se fait baptiser catholique.
En 1923, son frère entre au séminaire et devient moine trappiste. Schuon quitte les études pour subvenir aux besoins de sa famille et travaille comme dessinateur textile. C'est alors qu'il découvre les écrits de René Guénon, dont il dira plus tard qu’il était « le théoricien profond et puissant de tout ce qu’il aimait ». Il se plonge alors dans l’univers de la Bhagavad-Gītā et du Vedānta ; « sans pouvoir être hindou au sens littéral », écrira-t-il, cet appel de l'Inde l’absorbe pendant une dizaine d’années.

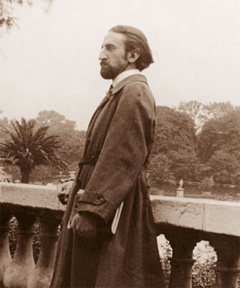
Paris, 1930.

À l'âge de 22 ans, après 18 mois de service militaire à Besançon, Schuon s’installe à Paris. Il reprend son métier de dessinateur textile, fait la connaissance des orientalistes Louis Massignon et Émile Dermenghem, et apprend l’arabe. En 1932, il achève son premier livre : Leitgedanken zur Urbesinnung, qui paraîtra en français sous le titre Méditation primordiale : la conception du vrai. Il reconnaît la validité de toutes les voies spirituelles révélées, et n’a pas d’attachement à une confession particulière. Son désir de trouver un maître spirituel et d’être initié dans une voie ésotérique, associé à son souhait de quitter un Occident aux valeurs contraires aux siennes, aboutissent à la décision de se rendre à Marseille, port de partance pour l'Orient. Coup sur coup, il y fait la connaissance de deux hommes, tous deux disciples du cheikh Ahmad al-Alawi, un maître soufi de Mostaganem, en Algérie. Schuon voit dans ces rencontres le signe de son destin et s'embarque pour l'Algérie. À Mostaganem, il entre en islam et au terme de quatre mois passés dans la zaouïa du Sheikh, celui-ci lui confère l’initiation et le nom de Īsā Nūr ad-Dīn. Au début de 1933, sous la pression des autorités coloniales, il rentre en Europe,.
Schuon ne considère pas son affiliation à l'islam comme une conversion, puisqu'il ne renie pas le christianisme ― ni quelqu'autre religion ; dans chaque révélation, il voit l'expression d'une seule et même vérité sous des formes différentes. Mais pour lui, dans la perspective guénonienne qui est alors la sienne, le christianisme occidental ne semble plus offrir la possibilité de suivre une « voie de la connaissance » sous la direction d'un maître spirituel, alors qu'une telle voie demeure présente dans le cadre du soufisme, l'ésotérisme islamique.

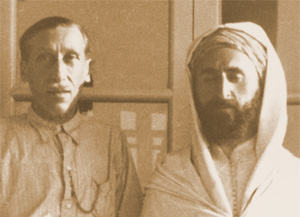
Avec René Guénon, Le Caire, 1938.

Lors d'un second voyage à Mostaganem, en 1935, Adda ben Tounès, le successeur du Sheikh al-Alawī, mort entretemps, lui remet une ijāza (certificat). Bien que ce document ne mentionne pas le mot « moqaddem », Schuon écrira dans ses Mémoires que cette fonction lui fut attribuée, ce que confirmeront plus tard, selon Mark J. Sedgwick, certains membres de la tariqa Alawiyya, alors que d'autres, toujours selon lui, le contesteront. « Revenu en Europe, Schuon est, à la suite d'une expérience spirituelle, investi — selon Patrick Ringgenberg — d'une fonction de maître spirituel (de cheikh) en 1936,. »
Il reprend son métier de dessinateur textile et fonde la première tariqa européenne à Bâle puis à Lausanne et à Amiens. Les différences de perspectives entre Schuon et la confrérie Alawiyya de Mostaganem, privée de son fondateur, le conduisent à prendre progressivement son indépendance,. En 1938, il se rend en Égypte pour y rencontrer Guénon, avec qui il est en correspondance depuis sept ans.
En 1939, il s'embarque pour l'Inde avec deux disciples, faisant une longue escale au Caire, où il revoit Guénon. Peu après son arrivée à Bombay, la Seconde Guerre mondiale éclate, l'obligeant à retourner en Europe. Dix mois après son enrôlement dans l’armée française, il est fait prisonnier par les nazis. Ceux-ci projettent d’incorporer tous les détenus d’origine alsacienne dans l’armée allemande pour combattre sur le front russe. Schuon s’évade, franchit le Jura de nuit pour gagner la Suisse, y est détenu deux semaines avant de se voir accorder une autorisation de séjour (1941),.

### Lausanne (1941-1980)
Il s’établit à Lausanne, où il poursuit sa contribution aux Études traditionnelles initiée en 1933, et en 1948 publie De l'Unité transcendante des religions chez Gallimard dans la collection Tradition créée par Luc Benoist et Jean Paulhan ; la vingtaine d'ouvrages qui suivront seront également écrits en français. En 1949, après son mariage avec Catherine Feer, fille d'un diplomate suisse, il s’installe à Pully, dans la banlieue lausannoise, où il poursuit son œuvre. Il obtient la nationalité suisse.

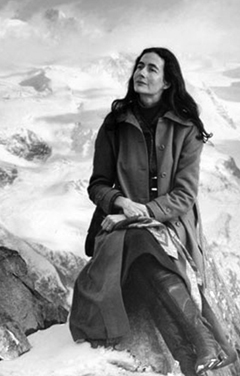
Catherine Schuon dans les Alpes.

Schuon noue des liens d’amitié ou épistolaires avec des personnes de différentes traditions, ainsi qu'avec des chercheurs et des universitaires : René Guénon, Titus Burckhardt, Martin Lings, Seyyed Hossein Nasr, William Stoddart, Jean Borella, Marco Pallis, Huston Smith, William Chittick et bien d'autres,, ; plusieurs d'entre eux deviendront ses disciples. Il correspond avec le chamane sioux Black Elk, entretient des rapports avec Swami Ramdas, le métropolite Antoine Bloom de Souroge, le 68e Shankaracharya de Kanchipuram, l'archimandrite Sophrony, Shin'ichi Hisamatsu et d'autres dignitaires du bouddhisme japonais et tibétain,.

Entre 1954 et 1975, Schuon se rend au Maroc à une dizaine de reprises ainsi que dans plusieurs pays européens, jusqu'en Grèce et en Turquie. En 1953, Schuon et son épouse se rendent à Paris pour assister à une série de représentations de danses nord-amérindiennes et se lient d’amitié avec Thomas Yellowtail, futur homme médecine et futur chef de la danse du Soleil des Crows. 

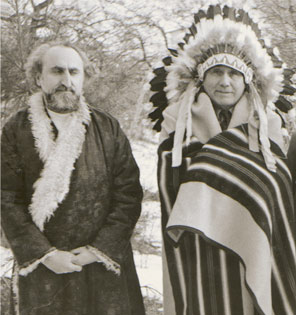
Avec Thomas Yellowtail, Lausanne, 1954.

En 1958, le couple visite l’Exposition universelle de Bruxelles où soixante Sioux mettent en scène l’Ouest américain ; d’autres amitiés se nouent, et c’est ainsi qu’en 1959, puis en 1963, à l’invitation de leurs amis Indiens, les Schuon se rendent aux États-Unis où ils sont témoins de nombreux aspects de leurs traditions sacrées. Lors du premier voyage, Frithjof et Catherine Schuon sont adoptés dans la famille du chef sioux James Red Cloud, petit-fils de Chef Red Cloud et, quelques semaines plus tard, officiellement reçus dans la tribu sioux lors du festival amérindien de Sheridan (Wyoming). Les études de Schuon sur les traditions et les rites des Indiens des Plaines, tout comme ses peintures, témoignent de son profond attachement à un peuple où, malgré son déclin, « il s’est maintenu quelque chose de primordial et de pur ».
Tout au long de sa vie, Schuon manifeste une dévotion particulière pour la figure de Marie, qu’il exprime notamment dans son œuvre doctrinale, poétique et picturale. Son lien à la mère de Jésus, dans laquelle il voit le symbole de la Féminité divine, a été étudié par James Cutsinger, qui relate les deux épisodes de 1965 où Schuon dit avoir fait l'expérience d'une grâce mariale particulière. C’est ainsi que vers 1969, en l’honneur de Marie — Maryam en arabe —, Schuon donne le nom de Maryamiyya à sa tariqa (Shādhiliyya-Darqāwiyya-ʿAlawiyya-Maryamiyya).
Les années 1970 voient paraître trois ouvrages considérés comme particulièrement importants par ses biographes, composés essentiellement d’articles parus dans les Études traditionnelles :
- Logique et transcendance, qui traite notamment de la philosophie moderne, des preuves de Dieu, de l’émanationnisme et du créationnisme, de l’intellect et du sentiment, des qualifications pour la voie spirituelle, de l’amour de Dieu, de la réalisation spirituelle, du maître spirituel, de la beauté, de l’intelligence, de la certitude.
- Forme et substance dans les religions : la vérité et la présence divine, les religions, les degrés de la réalité, ātmā et māyā, le Coran et le Prophète, la Vierge Marie, les deux natures du Christ, la femme dans le bouddhisme, le mal et la volonté divine, le paradis et l’enfer, les textes sacrés, la dialectique spirituelle.
- L'ésotérisme comme principe et comme voie : l’exotérisme et l’ésotérisme, le voile universel, les dimensions hypostatiques du Principe, la triple nature de l'homme, les vertus, le sentiment, la sincérité, la sexualité, les épreuves, la réalisation spirituelle, la beauté, l’art, l’importance des formes, les reliques, les apparitions célestes, la Danse du soleil, l’intériorité spirituelle dans le soufisme[37],[38].

### Bloomington, Indiana (1980-1998)
En 1980, accompagné de son épouse et de quelques disciples, Schuon s’installe à Bloomington, dans l'Indiana, aux États-Unis, où un groupe déjà constitué les accueille. Durant les premières années en Amérique, il poursuit son œuvre écrite, publiant notamment Christianisme/Islam, Du Divin à l'humain, Sur les traces de la religion pérenne, Résumé de métaphysique intégrale, Racines de la condition humaine.

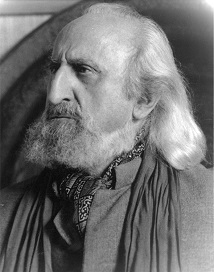
Bloomington vers 1990.

Selon Mark J. Sedgwick et Patrick Ringgenberg, la communauté de Bloomington — nouveau siège de la tariqa — s'éloigne alors de plus en plus de la tradition musulmane soufie pour pratiquer « une forme d'universalisme » incluant des danses traditionnelles amérindiennes,. En 1991, un ancien disciple en conflit avec Schuon et la tariqa accuse celle-ci d’avoir introduit dans ses activités des « assemblées primordiales » où se serait pratiquée la nudité en présence de mineures. Cette accusation, qui amène Schuon à comparaître devant le grand jury, se solde par un non-lieu, et les excuses publiques du procureur. Ces événements ont suscité des doutes et des remises en question chez certains disciples et lecteurs. D’autres sources biographiques,, font mention non pas d’assemblées primordiales ni de nudité, mais bien de participations occasionnelles à des danses indiennes, lesquelles n’auraient nullement interféré avec la voie soufie car ne comportant aucun rite.
Schuon continue à correspondre et à recevoir disciples, universitaires et lecteurs. Au cours des toutes dernières années de sa vie, il compose plus de trois mille poésies qu’il qualifie de « didactiques » (Sinngedichte ou Lehrgedichte), associant doctrine, conseils spirituels et souvenirs. Ces poésies, comme celles de jeunesse, sont rédigées dans sa langue maternelle, l'allemand, et font suite à une série écrite en arabe et une autre en anglais. Testament versifié, elles synthétisent son message philosophique et spirituel, qui s’articule autour de quatre éléments clés : "la vérité, la prière, la vertu, la beauté". Moins de deux mois avant son décès, survenu à Bloomington le 5 mai 1998 à l’âge de 90 ans, Frithjof Schuon écrit ses derniers vers :

Ich wollte dieses Buch schon lang beschließen –

Ich konnte nicht; ich musste weiter dichten.

Doch diesmal legt sich meine Feder nieder,

Denn es gibt andres Sinnen, andre Pflichten;

Wie dem auch sei, was wir auch mögen tun:

Lasst uns dem Ruf des Höchsten Folge leisten –

Lasst uns in Gottes tiefem Frieden ruhn.

Das Weltrad VII, CXXX
Depuis longtemps je voulais clore ce livre –

Je ne le pouvais ; je devais continuer à composer.

Mais cette fois, ma plume se pose,

Car il y a d'autres préoccupations, d'autres devoirs ;

Quoi qu'il en soit, quoi que nous voulions faire :

Conformons-nous à l'appel du Très-Haut –

Reposons-nous dans la profonde Paix de Dieu.

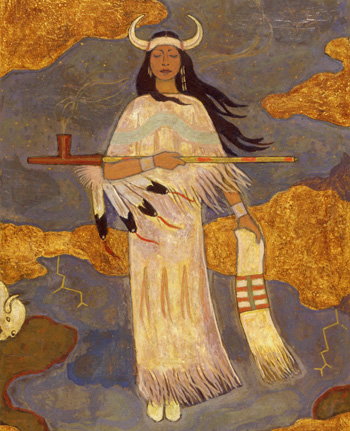
Apparition de la Femme Bisonne blanche, détail d'une peinture à l'huile
de F. Schuon, 1959.

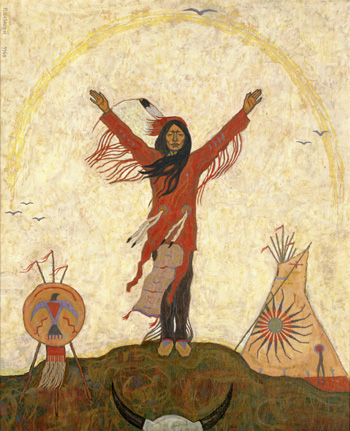
Prière au Grand Esprit,
peinture à l'huile
de F. Schuon, 1963.

La roue cosmique VII, CXXX

## Aspects essentiels de son œuvre
Pour Seyyed Hossein Nasr, Frithjof Schuon est « à la fois métaphysicien, théologien, philosophe traditionnel et logicien », versé en « religion comparée » et en « science de l’homme et de la société », interprète des « arts et des civilisations traditionnelles, [...] guide spirituel et critique du monde moderne [...] en ses aspects pratiques [et] dans ses dimensions philosophiques et scientifiques ».
Dans ses écrits, Schuon aborde principalement les domaines de « la métaphysique essentielle, donc universelle, avec ses ramifications cosmologiques et anthropologiques ; la spiritualité dans le sens le plus large ; l’éthique et l’esthétique intrinsèques ; les principes et les phénomènes traditionnels ; les religions et leurs ésotérismes ; l’art sacré ». Il décrit la métaphysique « pure » comme étant à la fois 1) « essentielle », c’est-à-dire « indépendante de toute formulation religieuse », 2) « primordiale », car elle est « la vérité qui existait avant tout formalisme dogmatique » et 3) « universelle », en tant qu’elle « englobe tout symbolisme intrinsèquement orthodoxe » et « peut par conséquent se combiner avec tout langage religieux ».

### Doctrine

#### Fondements
Frithjof Schuon s'est profondément intéressé dès son arrivée à Paris en 1923 à la Bhagavad-Gita et à l'advaita vedānta. Dans une lettre de 1982, il écrit : « pendant près de 10 ans j'ai été complètement fasciné par l'hindouisme [...] je ne vivais pas d'autre religion que celle du Vedânta et de la Bhagavad Gita ; cela a été ma première expérience de la religio perennis »,. Bien que, selon Harry Oldmeadow, une grande partie de son travail ait été dévolue aux monothéismes abrahamiques et à leurs ésotérismes, ses exposés métaphysiques sont enracinés dans l'advaita vedānta développé par Adi Shankara. Frithjof Schuon estime que la doctrine de l'advaita vedānta « se trouve également, sous une forme ou sous une autre, même si parfois sporadiquement, dans les ésotérismes sapientiels de toutes les grandes religions ». Il considère l'advaita vedānta comme « l'expression doctrinale la plus directe » de ce qu'il appelle tantôt la sophia perennis ou philosophia perennis, tantôt l'essence de la réalité spirituelle et tantôt la gnose. En particulier, il relève dans l'advaita vedānta les notions d'ātman, de māyā et de tat tvam asi (en),. Il considère en outre que la « perspective de Shankara est une des expressions les plus adéquates possibles de la philosophia perennis ». « L'inébranlable conviction » de ce dernier que « Brahman est la seule réalité et que l'univers est illusoire », constitue selon Mark Perry un « axe » de la pensée de Schuon.

#### Philosophie pérenne
Schuon distingue comme René Guénon la pensée métaphysique de la pensée philosophique, en considérant que la seconde « au sens humaniste, rationalisant et donc courant du mot, est avant tout de la logique » et que la première est caractérisée par l'intuition intellectuelle, comprise en tant que « prise de conscience directe de la vérité ». Dans la préface de L'Unité transcendante des religions, il précise que « la philosophie procède de la raison, faculté tout individuelle », alors que la métaphysique procède d'une « intuition intellectuelle » qui, en tant qu'elle est « directe et non discursive », est une « participation directe et active à la Connaissance divine », qui « émane de Dieu et non du sujet raisonnant ».

Tout en considérant le rationalisme comme limité, Schuon estime que « le mot « philosophe » n’a pour le moins rien de limitatif en soi », que « pour Platon la philosophie est la connaissance de l’immuable et des Idées », et considère comme un « abus de langage » le fait de réserver le terme de philosophe aux « raisonneurs antiques et modernes » et de sous-entendre que « la norme de l’esprit est le raisonnement pur et simple ». Sous réserve de cette précaution sémantique, il recourt à plusieurs reprises, comme le relève Patrick Ringgenberg, à la notion de « philosophia perennis » à propos de ce que d'autres auteurs appellent la philosophie éternelle,. Rappelant que l'expression est apparue chez Agostino Steuco, Schuon précise que : 
« Le mot philosophia suggère à tort ou à raison une élaboration mentale plutôt que la sagesse et ne convient donc pas exactement à ce que nous entendons. La religio est ce qui « relie » au Ciel et engage l’homme entier ; quant au mot traditio, il se réfère à une réalité plus extérieure, parfois fragmentaire, et suggère du reste une rétrospective : une religion naissante « relie » au Ciel dès la première révélation, mais ne devient une « tradition » — ou comporte « des traditions » — que deux ou trois générations plus tard. »
Patrick Ringgenberg voit dans ce texte l'expression d'une distanciation de Schuon à l'égard de la notion guénonienne de tradition primordiale : « De fait, si Schuon reprend de Guénon l’idée d’une tradition primordiale, origine anhistorique des traditions manifestées dans l’histoire, il lui reproche en même temps de n’avoir qu’une fonction limitée, en quelque sorte cosmique et cyclique. Or, Schuon s’intéresse bien plus à comprendre la racine des religions en Dieu, que de retracer leur filiation terrestre à partir d’une tradition primordiale » ; « alors que Guénon faisait de la tradition primordiale la source aujourd'hui cachée et inexprimable des traditions historiques, Schuon tend à faire de la religio perennis une doctrine et une spiritualité précises et « utilisables ».

Dans un texte de 1982, Sur les traces de la religion pérenne, Schuon associe les trois notions de philosophie (philosophia), de sagesse (sophia) et de religion (religio) pérennes pour montrer « leur concordance et l'unité de réalité qu'elles désignent » : 
« Le terme de philosophia perennis [...] désigne la science des principes ontologiques fondamentaux et universels ; science immuable comme ces principes mêmes, et primordiale du fait même de son universalité et de son infaillibilité. Nous utiliserions volontiers le terme de sophia perennis pour indiquer qu'il ne s’agit pas de « philosophie » au sens courant et approximatif du mot – lequel suggère de simples constructions mentales, surgies de l’ignorance, du doute et des conjectures, voire du goût de la nouveauté et de l’originalité –, ou encore nous pourrions user du terme de religio perennis en nous référant alors au côté opératif de cette sagesse, donc à son aspect mystique ou initiatique. »

#### Métaphysique
Pour Schuon, « la métaphysique n'entend fournir dialectiquement que des points de repère ; [...] elle offre – et c'est toute sa raison d'être – un système de clefs parfaitement suffisant, moyennant un langage qui ne peut être autre qu'indicatif et elliptique ».
À la suite de Shankara, Schuon rappelle que « la distinction principale en métaphysique […] est celle entre Ātmā et Māyā, […], l'Absolu et le Relatif », distinction que l'on retrouve notamment chez Platon dans la Grèce antique, Maître Eckhart et Grégoire Palamas dans le christianisme et Ibn Arabi dans l’islam,.
Le mot sanscrit ātmā désigne le principe suprême, la « Réalité absolue », le « Sur-Être » ou « Non-Être », la divinité impersonnelle. Māyā désigne le relatif, participant de l'Absolu, qui « à la fois le voile et le révèle » et qui comporte plusieurs degrés dont le plus élevé – māyā in divinis – correspond à l’« Être », à l’« Esprit incréé », au « Dieu personnel », qui est l'interlocuteur à qui l'homme peut s'adresser et que Schuon qualifie de « relativement absolu ».
Il rappelle que la distinction « Sur-Être/Être » ne s’applique qu’en métaphysique et jamais dans le rapport opératif de l’homme avec Dieu.
Les degrés subordonnés suivants – Schuon en identifie trois conformément à la doctrine soufie des cinq présences divines – constituent la manifestation, premièrement la manifestation supra-formelle (esprit, intellect, logos créés, paradis, anges), ensuite la manifestation formelle, d’abord subtile ou animique, puis grossière ou matérielle (le monde visible).
Chez l'homme (le microcosme), ces cinq degrés correspondent, en sens inverse : 1) au corps et à l’âme sensorielle et mortelle, 2) à l’âme supra-sensorielle, immortelle, 3) à l’esprit (ou intellect) créé, 4) à l’esprit (ou intellect) incréé, 5) au Soi absolu et infini,. Dans un article sur Schuon, Tage Lindbom précise que la présence en l’homme, « fait à l'image de Dieu », des trois degrés supérieurs donne à comprendre la possibilité d'une connaissance qui transcende les limitations de la subjectivité et qui permet donc de « voir les choses telles qu'elles sont », c'est-à-dire objectivement — c’est la gnose.
Pour Schuon, « le contenu de la Doctrine universelle et primordiale est le suivant, exprimé en termes védantins : « Brahma [ātmā]  est la Réalité ; le monde est l'apparence ; l'âme n'est pas différente de Brahma » (Brahma satyam jagan mithyā jīvo brahmaiva nāparah). Ce sont là les trois grandes thèses de la métaphysique intégrale : une positive, une négative, une unitive ».

#### Ésotérisme

Schéma adapté de l'introduction de Huston Smith à la version anglaise de l'ouvrage de F. Schuon De l'unité transcendante des religions.

La plupart des religions comportent une dimension exotérique et une dimension ésotérique,. Cet ésotérisme religieux est qualifié de « relatif » par Schuon, pour le différencier de l’ésotérisme « absolu » ou « quintessentiel » qui, lui, n'est ni limité, ni totalement exprimé par une forme religieuse ou une école théologique particulières,.
Pour Schuon, la métaphysique intégrale – qui part de la distinction entre âtmâ et mâyâ (l'absolu et le relatif) – est la substance même du pur ésotérisme. À la doctrine métaphysique doit se joindre une méthode de réalisation, car, comme le souligne Patrick Laude,
« La perspective ésotérique n'est pas réductible à une compréhension conceptuelle puisqu'elle est essentiellement une conformité intellective et « existentielle » à la Réalité, ou une assimilation spirituelle et morale de la nature des choses. Comme l'a souvent rappelé Frithjof Schuon, connaître c'est être. L'ésotérisme vécu est, en son sommet, la sagesse en laquelle être et connaître coïncident. »
Il y a donc continuité entre l’exotérisme et l’ésotérisme lorsque celui-ci apparaît comme la dimension intérieure de celui-là et en adopte par conséquent le « langage », et il y a discontinuité lorsque l’ésotérisme transcende toute religion : c’est la religio perennis, l’ésotérisme intemporel, essentiel, primordial, universel. Elle constitue « l’unité transcendante des religions » et s’appuie, méthodiquement, sur une des révélations tout en ayant pour objet la Vérité une, commune à chacune d'elles.

#### Soufisme
Pour Schuon, le soufisme (tasawwuf en arabe) — « la moelle de l’islam » — est essentiellement « la sincérité de la foi ». « Sur le plan de la doctrine », cette sincérité relève d'une « vision intellectuelle » qui tire de l’idée de l'unité « les conséquences les plus rigoureuses ; l’aboutissement en est, non seulement l’idée du monde-néant, mais aussi celle de l’Identité suprême ». Patrick Laude souligne la distinction faite par Schuon entre un soufisme « quintessentiel », purement ésotérique, et un soufisme « moyen » qui, tout en tendant vers l’ésotérisme, reste tributaire de la mentalité exotérique, d’où une propension à « l’intensification des actes pieux, [à] l’extériorisation émotionnelle, [au] zèle obédientiel » et à l’accentuation « excessive des scrupules formels et [de] la crainte de Dieu ». Pour Laude, « la définition schuonienne la plus précise et succincte » du soufisme quintessentiel — comme de toute autre spiritualité dans sa dimension essentielle — est « la dyade doctrinale fondamentale de Schuon, à savoir le discernement entre l’Absolu et le relatif, et la méthode correspondante de concentration exclusive sur l’Absolu ».
Schuon considère que « tout le soufisme [...] peut tenir en ces quatre mots : Haqq, Qalb, Dhikr, Faqr : « Vérité », « Cœur », « Souvenir », « Pauvreté » ».
- al-haqq (la vérité, la réalité) « coïncide avec la shahādah, le double témoignage »[98] (« lā ilāha illā Llāh, Muhammadun rasūlu Llāh : il n’y a pas de dieu si ce n’est Dieu, Mohammed est l’envoyé de Dieu »)[99], qui énonce « la Vérité métaphysique, cosmologique, mystique et eschatologique »[98]. Résumant Schuon, Laude relève que le premier témoignage signifie théologiquement ou exotériquement qu’il n’y a qu’un Dieu et, métaphysiquement, qu’il est la seule réalité[100]. Cette seconde acception — celle des soufis — signifie pour Schuon non seulement « que Dieu seul est réel, à l’encontre du monde qui, étant contingent, est illusoire », mais aussi « qu’aucune existence ne peut se situer en dehors de Dieu : que tout ce qui existe « n’est autre que Lui », sans quoi le monde n’existerait pas »[101]. Ce deuxième sens, précise Laude, ressort également du second témoignage, qui, ésotériquement, énonce le rapport unitif entre « le conditionné et l’Inconditionné, le relatif et l’Absolu »[102].
- al-qalb (le cœur) « est le centre existentiel et intellectuel » de l'être humain[103], « le siège de la présence divine et partant de la certitude métaphysique »[104], et aussi, plus communément, le siège de la foi[105]. « Il représente l’Intellect sous le double rapport de la connaissance et de l’amour »[106] et « débouche, grâce au prodige de l’immanence, sur le divin Soi et sur l’infinitude à la fois extinctive et unitive du connaissable, donc du Réel »[107]. Ainsi la vérité (al-haqq) « doit être acceptée, non par la pensée seulement, mais avec le Cœur, donc avec tout ce que nous sommes »[98].
- al-dhikr (le souvenir, la mention, l’invocation), pour Schuon, « est l’actualisation, au moyen de la parole sacramentelle, de [la] foi ou de [la] gnose » qui siège dans le cœur[98]. Bien que le mot dhikr embrasse toute pratique dirigée vers Dieu, Harry Oldmeadow souligne que Schuon, lorsqu’il s'agit de soufisme, utilise toujours ce terme dans son acception la plus élevée : l’invocation du nom « Allāh »[108]. Laude rapporte que ce rite — soumis à autorisation —[109] est considéré par Schuon, conformément à la tradition soufie, « comme la pratique centrale du tasawwuf »[110]. À la question : « pourquoi invoquer ? », Schuon répond : « la raison la plus profonde serait sans doute : « parce que j’existe », car l’Existence est d’une certaine manière la Parole de Dieu par laquelle Il se nomme Lui-même. Dieu prononce son Nom pour se manifester — pour « créer » — en direction du « néant », et l’être relatif prononce ce Nom pour « être », c’est-à-dire pour « redevenir ce qu’il est », en direction de la Réalité »[111]. « Le suprême Nom », quelle que soit la voie spirituelle pratiquée, « est à la fois Vérité métaphysique et Présence salvatrice »[112].
- al-faqr (la pauvreté spirituelle) est « la simplicité et la pureté de l’âme », qui permettent l'actualisation de la foi ou de la gnose « en lui conférant la sincérité sans laquelle aucun acte n'est valide »[98]. Commentant l’œuvre schuonienne, Laude définit al-faqr comme étant « l’humilité en tant qu’absence de tout égocentrisme et le vide pour Dieu »[113]. Schuon voit dans cette attitude de « sainte pauvreté » ou d’« effacement », « la vertu spirituelle par excellence », attitude qui implique « le détachement, la sobriété, la patience, le contentement », « la résignation à la Volonté de Dieu et la confiance en sa Miséricorde », et qui est « comme une anticipation de l'extinction en Dieu »[114],[115],[116].

### Méthode

#### Voie spirituelle
Selon Schuon, « l'homme est un pont entre la Terre et le Ciel » ; d'autre part, « la notion de l’Absolu et l’amour de Dieu constituent l’essence même de [sa] subjectivité ― cette subjectivité qui est une preuve et de [son] immortalité et de Dieu, et qui est proprement une théophanie »,. D'après Ali Lakhani, directeur de la revue Sacred Web, « le sens de la vie n'est rien d'autre, pour Schuon, que la quête de [...] Dieu, [...] de la Vérité qui réside en chacun de nous ; [...] c'est le retour à la conscience cardiaque de la Présence divine ».
Schuon rappelle que la vie spirituelle comporte trois voies fondamentales, qui correspondent à autant de tempéraments humains : 1) la voie de l'action, des œuvres, de l'ascétisme, de la crainte (le karma-mārga ou karma-yoga de l'hindouisme) ; 2) la voie de l'amour, de la dévotion (bhakti-mārga) ; et 3) la voie de la gnose, de la contemplation unitive (jñāna-mārga) ; dans le soufisme : makhāfah, mahabbah, ma`rifah. Les deux premières sont dualistes et exotériques, et se basent sur la révélation, alors que la voie de la connaissance est moniste et ésotérique, et se fonde sur l'intellection soutenue par la révélation. De même que la voie d'amour ne peut se passer de l'action et de la crainte révérencielle, de même la voie ésotérique ou métaphysique ne peut exclure les deux autres modes.
D'après Schuon, la voie ésotérique — celle de la connaissance ou de la gnose — est présente au cœur de toutes les grandes religions. Elle consiste essentiellement dans : 1) le discernement entre le Réel et l'illusoire, ātmā et māyā, nirvāna et samsāra, l'Absolu et le relatif ou Dieu et le monde ; 2) la concentration sur le Réel, et 3) la moralité intrinsèque, la vertu,. Ce discernement resterait purement théorique en l’absence de la concentration sur le Réel par les rites et la prière, —  c’est-à-dire sans un lien effectif avec Dieu, le « Souverain Bien », fondé sur une piété authentique — et aussi en l’absence d’un détachement suffisant à l’égard du monde et de l’égo. Schuon souligne que cette voie vers Dieu « comporte toujours une inversion : de l’extériorité il faut passer à l’intériorité, de la multiplicité à l’unité, de la dispersion à la concentration, de l’égoïsme au détachement, de la passion à la sérénité ».
Schuon considère que la méthode de toute voie spirituelle se fonde sur les rites exotériques et ésotériques de la religion pratiquée, et d’aucune autre,. La prière en est l’élément central, car sans elle le cœur ne peut assimiler ou réaliser ce que le mental aura pu saisir. Schuon rappelle les trois modes de prière : la prière personnelle dans laquelle l’orant s’ouvre spontanément et informellement à Dieu ; la prière canonique, impersonnelle, prescrite par sa tradition ; et la prière invocatoire ou prière du cœur (japa, dhikr),, qui « est déjà une mort et une rencontre avec Dieu et nous place déjà dans l'Éternité ; elle est déjà quelque chose du paradis et même, dans sa quintessence mystérieuse et « incréée », quelque chose de Dieu ». Cette forme d’oraison est l’invocation d’un nom divin, d’une formule sacrée, d’un mantra ; elle concilie la transcendance et l’immanence de la vérité, car si d’une part celle-ci dépasse infiniment l'humain, le gnostique sait, affirme Schuon, qu’elle est également « inscrite dans la substance même de son esprit ». Dieu est à la fois le plus haut et le plus profond et la connaissance qu’un être « réalisé » peut avoir de Lui est en réalité la connaissance que Dieu a de lui-même à travers cet être.

#### Vertus
Schuon insiste dans ses écrits sur le fait que les deux exigences que sont la doctrine et la méthode resteraient inopérantes sans un troisième élément, la vertu, car la voie spirituelle doit nécessairement intégrer les trois facultés humaines fondamentales que sont l’intelligence (doctrine, vérité, discernement), la volonté (méthode, prière, concentration) et l’âme (caractère, vertu, conformité morale). La vertu est en effet, pour lui, « la forme initiale de l'union spirituelle ; sans elle, notre connaître et notre vouloir ne nous servent à rien. » Avoir une vertu, selon Schuon, « c'est avant tout ne pas avoir le défaut qui lui est contraire, car Dieu nous a créés vertueux, Il nous a créés à son image, les défauts sont surajoutés ». Mais en réalité ce n'est pas nous, précise-t-il, « qui possédons la vertu, c’est la vertu qui nous possède » ; elle est « un rayon de la Beauté divine, à laquelle nous participons par notre nature ou par notre volonté, facilement ou difficilement, mais toujours par la grâce de Dieu ».
L’humilité, la charité et la véracité, c’est-à-dire l’effacement de l’égo, le don de soi et l’attachement à la vérité sont, pour Schuon, des vertus essentielles, qui correspondent en outre aux trois étapes de la voie spirituelle : purification, épanouissement et union. Le sens de notre petitesse, le sens du sacré et la piété sont des conditions indispensables à l'éclosion des vertus. Résumant l'auteur, le professeur James Cutsinger relève que la vertu parfaite coïncide avec les vérités métaphysiques, qu'elle réalise ces vérités existentiellement. Autrement dit, comme le souligne Schuon, « il faut la vérité pour la perfection de la vertu, comme il faut la vertu pour la perfection de la vérité.

#### Beauté
Bien que Schuon considère que les fondements de toute voie spirituelle sont la vérité, la prière et la vertu, il insiste également sur l’importance d’un quatrième élément : la beauté. Pour lui, « L'intériorisation de la beauté présuppose la noblesse de l'âme et en même temps la produit ». Sa fonction « est d’actualiser dans la créature intelligente et sensible le ressouvenir des essences, et d’ouvrir ainsi la voie vers la nuit lumineuse de l’Essence une et infinie. ».
À la conscience de la beauté divine doivent correspondre non seulement la beauté intérieure, c'est-à-dire les vertus, mais également le sens de la beauté extérieure, que ce soit dans la contemplation de la nature ou dans la sensibilité artistique, sans oublier le rôle intériorisant, chez soi, d’une ambiance traditionnelle faite de beauté et de sérénité, étrangère aux caprices de la modernité. « La beauté, quel que puisse être l’usage qu’en fait l’homme, appartient fondamentalement à son Créateur, qui par elle projette dans l’apparence quelque chose de son être ». Pour Schuon, ces considérations trouvent leur source et leur justification dans la nature « théomorphe » de l’être humain.

### Développements

#### Critique du modernisme
Résumant la pensée de Schuon, Seyyed Hossein Nasr rappelle que c’est en Europe, à la Renaissance, que s’ébauche la vision « moderniste » — ou réductrice — de la condition humaine et de l’univers, avant qu'elle n’affecte quelques siècles plus tard les autres continents. Pour Schuon, cette vision, qui réduit l’homme de plus en plus à ses aspects rationnel et animal au détriment de sa dimension spirituelle et du but de la vie, influence autant la philosophie que la religion, la science ou l’art.
Schuon considère que les principales failles du modernisme sont le rationalisme, qui nie la possibilité d'une connaissance suprarationelle, le matérialisme, selon lequel seule la matière donne un sens à la vie, le psychologisme, qui réduit le spirituel et l'intellectuel au psychique, le scepticisme, le relativisme, l'existentialisme, l'individualisme, le progressisme, l'évolutionnisme, le scientisme, l'empirisme, sans oublier l'agnosticisme et l'athéisme,.
Comme le rapporte Nasr, la science moderne, selon Schuon, ignore totalement les degrés du « Réel », les rythmes du cosmos, la nature qualitative du temps, le lien intérieur de la matière avec les états subtils et bien d'autres réalités. Malgré l'ampleur de ses découvertes sur le plan physique, Schuon reproche à cette science d'être « un rationalisme totalitaire qui élimine et la Révélation et l’Intellect, et un matérialisme totalitaire qui ignore la relativité métaphysique — et partant l’impermanence — de la matière et du monde ; elle ignore que le suprasensible — qui est au-delà de l’espace et du temps — est le principe concret du monde et qu’il est aussi, par conséquent, à l’origine de cette coagulation contingente et changeante que nous appelons « matière » ». Ainsi, toujours selon Schuon, l'erreur du scientisme est de « vouloir rendre compte de la réalité sans le secours de cette science initiale qu'est la métaphysique » ; il ignore « que seule la science de l'Absolu donne sens et discipline à la science du relatif ». Cette conception de l'univers qui ignore autant le principe de « l'émanation créatrice » que celui de la « hiérarchie des mondes invisibles » a engendré « cet enfant le plus typique de l'esprit moderne », la théorie de l'évolution des espèces, avec son corollaire : l'illusion d'un progrès qualitatif de l'humanité,.
La critique de Schuon s'étend à la philosophie - « l'amour de la sagesse » - qui était à l'origine le fait de « penser selon l'Intellect immanent et non par la seule raison ». Elle « est la science de tous les principes fondamentaux ». Elle opère avec l'intuition intellectuelle - l'intellection - « qui « perçoit », et non avec la seule raison, qui « conclut » », d'où l'abîme qui sépare la certitude du sage de l'opinion du philosophe moderne,.
Pour Schuon, il n'y a en définitive que deux possibilités : « civilisation intégrale, spirituelle, impliquant abus et superstitions, et civilisation fragmentaire, matérialiste, progressiste, impliquant – très provisoirement – certains avantages terrestres, mais excluant ce qui constitue la raison suffisante et la fin dernière de toute existence humaine. ». Avec les autres pérennialistes, Schuon pense que l'humanité actuelle se situe dans la phase finale du kali yuga, l'« âge sombre » de la cosmogonie hindoue.

#### Art sacré
Dans une perspective analogue à celles d’Ananda Coomaraswamy et de Titus Burckhardt, Frithjof Schuon rappelle que « l’art sacré est d’abord la forme visible et audible de la Révélation, puis son revêtement liturgique indispensable ». Cet art communique des « vérités spirituelles d'une part et une présence céleste d'autre part ». James Cutsinger souligne que, pour Schuon, un art est sacré « non par l’intention personnelle de l’artiste, mais par le contenu, le symbolisme et le style, donc par des éléments objectifs », qui doivent respecter les règles canoniques propres à la religion de l'artiste,. Celui-ci, selon Martyn Amugen citant Schuon, doit être « sanctifié ou en état de grâce » car le langage du sacré « ne saurait émaner du simple goût profane, ni même du génie, mais doit essentiellement procéder de la tradition », qui « ne saurait être remplacée, et encore [...] moins surpassée, par les ressources de l'humain ». C’est ainsi que les peintres d'icônes, par exemple, « étaient des moines qui, avant de se mettre au travail, se préparaient par le jeûne, la prière, la confession et la communion »,,, afin de mater les deux écueils qui guettent tout artiste : « une virtuosité s'exerçant vers l'extérieur et la superficialité, et un conventionnalisme sans intelligence et sans âme ».

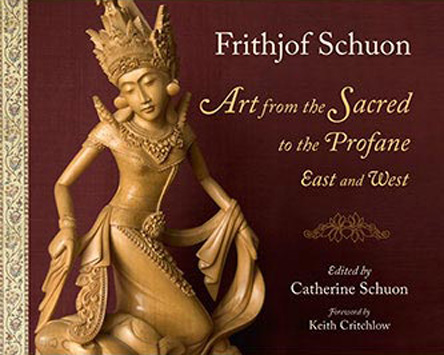
Couverture d'une anthologie illustrée des écrits de Schuon sur l'art : Art from the Sacred to the Profane, East and West.

Se faisant l'écho de la pensée schuonienne, Cutsinger relève que les différentes formes d’art sacré ont pour objet la « transmission d’intuitions intellectuelles », conférant ainsi « une aide directe à la spiritualité », et il note que cet art communique à la fois des « vérités métaphysiques, des valeurs archétypiques, des faits historiques, des états spirituels et des attitudes psychologiques ».
Évoquant la transition du Moyen Âge – avec ses arts byzantin, roman et gothique primitif – vers la Renaissance, Schuon remarque que « l’art chrétien, qui était un art sacré, symbolique, spirituel » céda devant l'avènement de l’art néo-antique, à caractère naturaliste et sentimental, qui ne répondait « plus qu'aux aspirations psychiques collectives »,,. Ayant rompu avec la tradition, rapporte Amugen se référant à Schuon, l'art devint « humain, individualiste, donc arbitraire [...], signes infaillibles d’une déchéance », et toute volonté de restauration de son caractère sacré doit nécessairement passer par l’abandon du relativisme individualiste pour remonter aux sources, qui se situent dans l’intemporel et dans l’immuable.

#### Nudité sacrée
Auteur d’une étude sur la déiformité de l’être humain dans l’œuvre schuonienne, Timothy Scott relève ce commentaire initial de Schuon : « La distinction entre l'Absolu et l'Infini énonce les deux aspects fondamentaux du Réel, celui d'essentialité et celui de potentialité ; c'est là la préfiguration principielle la plus élevée des pôles masculin et féminin ». Schuon voit dans le corps humain un « message de verticalité ascendante et unitive […] ; en mode rigoureux, transcendant, objectif, abstrait, rationnel et mathématique » chez l’homme, « et en mode doux, immanent, concret, émotionnel et musical » chez la femme. La beauté de la femme, comme le souligne Patrick Laude, « joue un rôle prépondérant dans l'alchimie spirituelle qui se dégage de l'œuvre et de la personnalité spirituelle de Schuon ». Ce rôle répond aux « plus hautes expressions du soufisme gnostique », comme en témoignent « Ibn Arabī et Rūzbehān parmi bien d'autres ».
Résumant Schuon, Scott rappelle que la nudité représente la norme — l’homme primordial était nu, les peuples primitifs le sont également — et qu'elle « symbolise l’ésotérisme quintessentiel […], la Vérité non voilée », le vêtement ordinaire représentant alors l’exotérisme. Dans sa biographie de Schuon, après avoir relevé les convergences de vues qui unissent Schuon, Rūzbehān, Omar Khayyam et Henry Corbin à propos de la portée spirituelle de la nudité, Jean-Baptiste Aymard cite cet extrait d'une lettre de Schuon : « Étant donné la dégénérescence spirituelle de l'humanité, le plus haut degré possible de beauté, lequel appartient au corps humain, ne saurait jouer de rôle dans la piété ordinaire ; mais cette théophanie peut être un support dans la spiritualité ésotérique, ce que montre l'art sacré des hindous et des bouddhistes. La nudité signifie l'intériorité, l'essentialité, la primordialité et par conséquent l’universalité […] ; le corps est la forme de l'Essence et ainsi l'essence de la forme ».
Lors d'une entrevue publiée en 1996 par la revue américaine The Quest: Philosophy, Science, Religion, The Arts, Schuon développe le caractère sacré de la nudité :
« D'une manière tout à fait générale, la nudité exprime et actualise virtuellement un retour à l'essence, à l'origine, à l'archétype, donc à l'état céleste. « Et c'est pour cela que nue, je danse » comme disait, après avoir découvert le divin Soi en son cœur, la grande sainte cachemirie Lallā Yogishvarī. Assurément, il y a dans la nudité une ambiguïté de facto à cause de la nature passionnelle de l'humanité ; mais il y a aussi le don de la contemplativité qui peut la neutraliser, comme c'est précisément le cas pour la « nudité sacrée ». C'est ainsi qu'il n'y a pas seulement la séduction des apparences mais aussi la transparence métaphysique des phénomènes qui permet de percevoir l'essence archétypale à travers l'expérience sensorielle. Le saint évêque Nonnos, quand il vit sainte Pélagie entrer nue dans la fontaine baptismale, rendit grâce à Dieu de ne pas avoir mis dans la beauté humaine seulement une occasion de chute mais aussi une occasion d'élévation vers Dieu. »
Dans un passage publié de ses Mémoires, en grande partie inédites, Schuon fait remarquer « combien est méprisable le culte néo-païen et athée du corps et de la nudité. Ce qui dans la nature est en soi noble, n’est bon pour nous que dans sa fonction de support du surnaturel ; cultivé en dehors de Dieu, cela perd facilement sa noblesse et devient une humiliante niaiserie, comme le prouvent précisément la bêtise et la laideur du nudisme mondain ».

## Accueil critique
Dans son compte rendu de l'ouvrage de Schuon  De l'unité transcendante des religions, l'islamologue Mohammed Arkoun reproche à Schuon d'avoir une conception romantique de l'islam et de négliger les problèmes sociaux et matériels qui se posent aux musulmans dans la vie quotidienne. Il dénonce le « conservatisme épistémologique », qui est propre, selon lui, non seulement à Schuon mais à un certain nombre d'« apologètes chaleureux » de l'islam en Occident, lesquels sont écrivains, universitaires ou ésotéristes et propagent une vision mythologique de cette religion.
Le professeur Harry Oldmeadow souligne que Schuon ne se contente pas d’exposer la philosophia perennis, mais qu’il en dégage une thérapie spirituelle adaptée aux exigences de son époque.
L'universitaire américain Gregory A. Lipton relève dans son texte De-Semitizing Ibn ʿArabī: Aryanism and the Schuonian Discourse of Religious Authenticity, l’influence que la notion de peuples aryens et sémites exerce sur le regard nuancé que porte Schuon sur l'œuvre d'Ibn Arabi ainsi que sur le soufisme confrérique exotérisant (appelé par Schuon « soufisme moyen » ou « ordinaire »).
Après avoir cité le passage où Schuon considère que « l’univers est tissé non seulement de principes mais aussi d’impondérables ; aux qualités mathématiques se joignent les qualités musicales », l’essayiste et poète Jean Biès estime que « c’est cette même plasticité qui permet à la pensée de Schuon de se fondre en quelque sorte dans les différentes traditions dont il traite, d’en épouser les formes, d’en intégrer l’esprit jusqu’à l’osmose, d’en interpréter les paysages et d’ordonner entre elles de véritables cascades de synthèses toujours irisées de beauté ».
L’auteur Patrick Ringgenberg, dans une perspective agnostique, entend réfuter la thèse schuonienne selon laquelle le gnostique, par l’intuition intellectuelle, pourrait « voir les choses telles qu’elles sont », donc objectivement ; et d'ajouter : « On ne peut que constater, chez Schuon comme chez Guénon, une même confusion entre la prétention de leur perspective et une universalité qui, en réalité, se confond avec leurs limites subjectives et culturelles ».
L’écrivain Jean Hani (1917-2012) établit un lien entre le don artistique et poétique de Frithjof Schuon, et « la chaleur qui accompagne toutes ses évocations des réalités et des expériences d’ordre spirituel », en comparant cette approche à la « froideur » d'œuvres métaphysiques dépourvues « d’amour dévotionnel », qui donnent le sentiment que leurs auteurs n’ont pas « pénétré vitalement la doctrine ». Parallèlement, et à l’encontre du point de vue religieux et de la philosophie moderne, Hani corrobore l’assertion guénonienne et schuonienne attestant la possibilité pour l’intellect de connaître le réel : « cette connaissance de l'Absolu et de l'Infini constitue le fond même de l'Intellect et c'est lui qui permet son objectivité et son illimitation ».

## Ouvrages

### Essais
- (de) Leitgedanken zur Urbesinnung, Orell Füssli Verlag, 1935 ; deuxième édition Urbesinnung - Das Denken des Eigentlichen (revue et corrigée), Aurum Verlag, 1989 ; traduit en français sous le titre Méditation primordiale : la conception du vrai, Les Sept Flèches, 2008, 200 p.  (ISBN 978-2-9700325-2-6).
- De quelques aspects de l'islam, Chacornac, 1935, 35 p.
- De l'unité transcendante des religions, Gallimard, 1948 ; rééditions : Gallimard, 1958 ; Le Seuil, 1979 (revue, corrigée et augmentée d'un nouveau chapitre) ; Sulliver, 2000 ; L'Harmattan, 2014, 180 p. (ISBN 978-2-336-33616-9, présentation en ligne).
- L'œil du cœur, Gallimard, 1950 ; rééditions : Dervy, 1974 (revue et corrigée) ; L'Âge d'Homme, 1995 ; L'Harmattan, 2017 (augmentée de trois chapitres), 232 p.  (ISBN 978-2-343-13133-7).
- Perspectives spirituelles et faits humains, Cahiers du Sud, 1953 ; rééditions : Maisonneuve et Larose, 1989 ; L'Âge d'Homme, 2003 ; Hozhoni, 2020 (augmentée de lettres et de manuscrits inédits), 376 p. (ISBN 978-2-37241-077-9).
- Sentiers de gnose, La Colombe, 1957 ; rééditions : La Place Royale, 1987, 1996 (revue et corrigée) ; L'Harmattan, 2023, 158 p. (ISBN 978-2-14-033762-8, lire en ligne).
- Castes et races suivi de Principes et critères de l'art universel, Derain, 1957 ; réédition : Archè (revue et corrigée), 1979, 94 p. (ISBN 978-887252028-4).
- Les stations de la sagesse, Buchet/Chastel-Corréa, 1958 ; rééditions : Maisonneuve & Larose, 1992 ; L'Harmattan, 2011, 157 p. (ISBN 978-2-296-54668-4, présentation en ligne).
- Images de l'esprit : shinto, bouddhisme, yoga, Flammarion, 1961 ; rééditions : Le Courrier du Livre, 1982 ; L'Harmattan, 2021, 136p.  (ISBN 978-2-343-22974-4).
- Comprendre l'islam, Gallimard, 1961; réédition : Le Seuil (coll. Points Sagesses), 1976 et réimpressions, 194 p.  (ISBN 978-202004514-8).
- Regards sur les mondes anciens, Éditions Traditionnelles, 1968 ; rééditions : Nataraj, 1997 ; L'Harmattan, 2016, 152 p. (ISBN 978-2-14-002633-1, présentation en ligne).
- Logique et transcendance, Éditions Traditionnelles, 1970, 1972, 296 p. ; réédition : Sulliver, 2007  (ISBN 978-235122011-5).
- Forme et substance dans les religions, Dervy, 1975 ; réédition : L'Harmattan, 2012, 268 p. (ISBN 978-2-296-57014-6, présentation en ligne).
- L'ésotérisme comme principe et comme voie, Dervy, 1978, 1997, 240 p.  (ISBN 978-284454938-9).
- (de) Von der inneren Einheit der Religionen (traduction par l'auteur de L'Unité transcendante des religions), Ansala-Verlag, 1979.
- Le soufisme, voile et quintessence, Dervy, 1980, 2007, 211 p. (ISBN 978-2-84454-437-7).
- Christianisme/Islam : visions d'œcuménisme ésotérique, Arché, 1981 ; réédition : L'Harmattan, 2015, 226 p.  (ISBN 978-2-343-06677-6).
- Du divin à l'humain : tour d’horizon de métaphysique et d’épistémologie, Le Courrier du Livre, 1981 ; réédition : L'Harmattan, 2018, 156 p.  (ISBN 978-2-343-14889-2).
- Sur les traces de la religion pérenne, Le Courrier du Livre, 1982 ; réédition : L'Harmattan, 2022, 106 p. (ISBN 978-2-343-25716-7, lire en ligne).
- Approches du phénomène religieux, Le Courrier du Livre, 1984 ; réédition : Hozhoni, 2020, 224 p. (ISBN 978-2-37241-071-7).
- Résumé de métaphysique intégrale, Le Courrier du livre, 1985 ; réédition : L'Harmattan, 2022, 112 p.  (ISBN 978-2-14-030648-8).
- Avoir un centre, Maisonneuve & Larose, 1988 ; réédition : L'Harmattan, 2010, 168 p. (ISBN 978-2-296-26562-2, présentation en ligne).
- Racines de la condition humaine, La Table Ronde, 1990 ; réédition : L'Harmattan, 2020, 130 p. (ISBN 978-2-343-20477-2).
- Le jeu des masques, L'Âge d'Homme, 1992 (lire en ligne) ; réédition : L'Harmattan, 2024, 106 p.  (ISBN 978-2-336-50830-6).
- La transfiguration de l'homme, L'Âge d'Homme, 1995 (lire en ligne) ; réédition : L'Harmattan, 2024, 128 p.  (ISBN 978-2-336-43911-2).

### Poésies
- (de) Sulamith (original allemand), Urs Graf Verlag, 1947.
- (de + fr) Sulamite (bilingue original allemand/traduction française), Les Sept Flèches, 2022.
- (de) Tage- und Nächtebuch (original allemand), Urs Graf Verlag, 1947.
- (en) Road to the Heart (original anglais), World Wisdom Books, 1995.
- (en + fr) Route vers le Cœur : poésies (bilingue original anglais/traduction française), Les Sept Flèches, 2025.
- (de) Liebe / Leben / Glück / Sinn (original allemand), 4 vol., Verlag Herder, 1997.
- (de + fr) Poésies didactiques, vol. 1-10 (bilingue original allemand/traduction française), Les Sept Flèches, 2001-2005.

Le compositeur John Tavener est l’auteur des Schuon Lieder (2003, cycle de chansons pour soprano et ensemble) sur des poésies de Frithjof Schuon.

### Compilations d'écrits de Frithjof Schuon
- Les perles du pèlerin, Éditions du Seuil, Paris, 1990, 126 p. ; textes réunis par Thierry Béguelin  (ISBN 978-2-02125-265-1).
- Trésors du bouddhisme, Nataraj, 1997 ; rediffusion de la première édition : Hozhoni, 2019, 184 p. ; comprend la plupart des textes de Frithjof Schuon sur le bouddhisme  (ISBN 978-2-37241-068-7).
- (en) The Essential Frithjof Schuon, World Wisdom, 2005, 560 p. ; préface et textes réunis par Seyyed Hossein Nasr  (ISBN 0-941532-92-5).
- (en) Prayer fashions Man, World Wisdom, 2005, 296 p. ; textes réunis par James S. Cutsinger  (ISBN 0-941532-65-8).
- (en) Art from the Sacred to the Profane : East and West, World Wisdom, 2007, 140 p. (ISBN 978-1-933316-35-2, présentation en ligne) ; textes et illustrations réunis par Catherine Schuon.
- Vers l'Essentiel : lettres d'un maître spirituel, Les Sept Flèches, 2013, 240 p. (ISBN 978-2-97003-258-8) ; lettres françaises de Frithjof Schuon réunies par Thierry Béguelin.
- De tout cœur et en l'esprit : choix de lettres d'un maître spirituel, L'Harmattan, 2015, 240 p. ; lettres allemandes de Frithjof Schuon réunies et traduites par Ghislain Chetan, préface de Patrick Laude  (ISBN 978-2-34307-753-6).
- La conscience de l'Absolu : aphorismes et enseignements spirituels, Lachapelle-sous-Aubenas, Hozhoni, 2016, 144 p. (ISBN 978-2-37241-020-5) ; textes réunis par Thierry Béguelin[197].
- Par "l'amour qui meut le soleil et les autres étoiles" : méditations et notes de voyage (trad. de l'allemand), Lachapelle-sous-Aubenas/18-Saint-Amand-Montrond, Hozhoni, 2018, 134 p. (ISBN 978-2-37241-054-0) ; extraits autobiographiques réunis et traduits de l'allemand par Ghislain Chetan, préface de Patrick Laude.
- La plénitude de Dieu : christianisme et sagesse pérenne, Hozhoni, 2020, 360 p. ; textes réunis par James S. Cutsinger, avant-propos d'Antoine Faivre  (ISBN 978-2-37241-026-7).
- Le soleil de plumes : art, symbolisme et philosophie chez les Indiens des plaines, Hozhoni, 2021, 176 p. ; introduction de Thomas Yellowtail  (ISBN 978-2-37241-080-9).
- En route vers l'autre rive : la vieillesse, la mort et les états posthumes, L'Harmattan, 2023, 188 p. ; extraits de livres, de lettres et de poésies compilés par Ghislain Chetan, préface de Patrick Laude  (ISBN 978-2-14-035452-6).
- Temps de la fin et fin des temps : écrits eschatologiques, L'Harmattan, 2025, 174 p. ; choix de textes, de lettres et de poésies réunis par Ghislain Chetan, préface de Patrick Laude  (ISBN 978-2-336-55388-7).